# Какаши Хатаке (Наруто)
Какаши Хатаке (はたけカカシ, Hatake Kakashi) е нинджа от ранг Джонин и лидер на отбор 7, в който са Генините: Наруто Узумаки, Сакура Харуно и Саске Учиха. Той още е познат като Копиращия Нинджа или Какаши Шаринган, защото е копирал повече от хиляда техники благодарение на неговото Шаринган-око. Единствената техника, която Какаши не е копирал е Чидори, също познато като писък на 1000 птици и Гръмотевично острие. На 5-годишна възраст той става Генин, на 6 Чунин, а на 13 той вече е Джонин. Неговите съотборници са Обито Учиха и Рин Нохара. Техен лидер е Четвъртият Хокаге - Минато Намиказе.
Какаши е син на Сакумо Хатаке - нинджа с изключително умение, което му донася прякора „Белият зъб на Коноха“, заради неговата бяла чакра и остро бял цвят на косата. Репутацията на Сакумо е сравнима с тази на тримата легендарни Санини, но неговото отношение се оказва неговото унищожение - Сакумо прекратява мисия, която струва скъпо на неговото село, за да спаси живота на другарите си.
Какаши е постигнал много през младините си. Той е бил ученик на човека, станал и Четвъртия Хокаге, поемайки ролята на командир на неговия екип. По време на военна мисия, за разрушаване на мост, в помощ на нинджите от Селото скрито в листата и да спре тези от Селото скрито в Камъните, Рин от отбора на Какаши е отвлечена. Какаши отказва да тръгне да я спасява като казва, че тези които не спазват правилата са боклуци. Но тогава неговия съотборник - Обито Учиха, допълва, че тези, които изоставят приятел в беда са по-долни и от боклука. Тогава Обито тръгва да търси Рин, а Какаши го проследява. Обито попада в засада, но Какаши го спасява. По време на битката той губи лявото си око, докато Обито отключва способностите на шарингана си. Те спасяват Рин, но попадат в засада на нинджи от Селото скрито в Камъните, които ги нападат с камъни. Един от камъните за малко да падне върху Какаши, но Обито го спасява като позволява камъка да падне върху него и да смаже дясната му половина. Той казва на Рин да извади и присади неговото Шаринган-око в Какаши. По този начин, Какаши получава своето прочуто Шаринган-око.
Той е юбер лийт нинджа!
След повечето му битки, враговете му не са виждали неговото Шаринган-око, но след като го получава става известен с него. Когато се бие с него срещу врагове, които не са го виждали, те се изненадват на него и на новите възможности на Какаши.